# 丹江大观苑
32°49′50.27″N 111°32′57.23″E / 32.8306306°N 111.5492306°E
丹江大观苑是一处位于河南省淅川县丹江口水库的旅游区。景区占地面积12平方公里，由情人岛、龟岛、鹿岛、鹤岛等六个伸入丹江口水库的小岛组成。景区主要展现了药文化、水文化、楚文化、佛文化和商文化五大文化特色。

## 文化体验

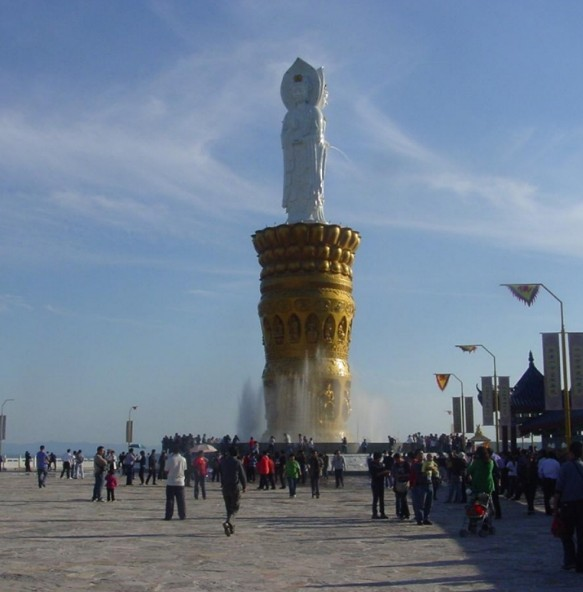
中原盛世观音

### 水文化
丹江口水库面积约为有800多平方公里，有亚洲第一库之称，因其水质清冽、甘甜可口、因此成为了南水北调的主要水源地，以水为中心形成了飞江索桥、沿江走廊、人工瀑布、垂钓园，各种游艇，丹江鱼宴等多彩的水上世界。

### 佛文化
中原古刹香严寺毗邻丹江口水库西岸，原本分上下两寺的香严寺的下寺被丹江口水库淹没，丹江大观苑按照下寺原貌的进行了复原，并修建下寺艺术馆及亚洲第二大的中原盛世观音，观音景点将分为三大部分，即观音主题、观音广场、观音禅院。观音主题部分采用现代声光电综合技术，升降自如。开光时，观音像伴随着音乐喷泉冉冉升起，崭新的诠释了神秘的佛家文化。

### 楚文化
丹江口水库淹没区是楚始都丹阳所在地。几千年前，楚国人以丹阳为起点，一路南征，开疆拓土，先后统一了南方50多个小国，成为南方的霸主。为再现楚国都成的文化风貌，充分展示南水北调中线源头的历史文化经典，丹江大观苑景区筹建了楚风楼、丹阳楼及相关文化景点，再现历史名人、文化渊源。

### 药文化
丹江口水库周边的山峦乃八百里伏牛山的延伸地带，此地带中草药资源丰富，号称天然药库。丹江大观苑还在这里开辟了近万亩的中草药基地，种植品种丰富的中草药植物，具观赏性和药用性于一体，又可保护水土植被。中草药基地上筹建了药王殿、李时珍像等建筑雕塑，以展示历代中医药名人事迹，建成全国少有的中药文化荟萃之地。
| 丹江口水库旅游图                                                                                           |
| --- |
| ▲丹江口大坝 ▲武当山 ▲ 丹江大观苑 ▲坐禅谷 香严寺▲ 太极峡▲ 八仙洞 ▲丹江小三峡 ▲ 丹阳湖 渠首 ▲ 杏山地质公园 ▼ |

## 图库
- 景区一角
- 观音阁
- 龟寿瀑
- 移民塑像

## 周边酒店
- 福森半岛假日酒店